# Donau-Zeitung
Die Donau-Zeitung ist eine Lokalausgabe der Augsburger Allgemeinen Zeitung für den Landkreis Dillingen an der Donau. Sie erscheint seit 1945. Die verkaufte Auflage beträgt 11.533 Exemplare, ein Minus von 24,3 Prozent seit 1998.

## Dillinger Zeitung
Am 30. Oktober 1945 erhielten Curt Alexander Frenzel und Johann Wilhelm Naumann von der amerikanischen Militärregierung die Lizenz für die Herausgabe einer Zeitung für den schwäbischen Raum, die Schwäbische Landeszeitung, die, wie deren Regionalausgabe, die Dillinger Zeitung, in Augsburg gedruckt wurde. Seit dem 1. November 1959 erscheint die Schwäbische Landeszeitung unter dem Namen Augsburger Allgemeine.

## Donau-Zeitung
Als Nachfolgerin der Dillinger Zeitung ist die Donau-Zeitung bis heute erhalten geblieben. Sie gehört zum Verlag Mediengruppe Pressedruck. Ihr Verbreitungsgebiet ist der Landkreis Dillingen an der Donau.

## Auflage
Die Donau-Zeitung hat wie die meisten deutschen Zeitungen in den vergangenen Jahren an Auflage eingebüßt. Die verkaufte Auflage ist in den vergangenen 10 Jahren um durchschnittlich 2 % pro Jahr gesunken. Im vergangenen Jahr hat sie um 3,2 % abgenommen. Sie beträgt gegenwärtig 11.533 Exemplare. Der Anteil der Abonnements an der verkauften Auflage liegt bei 86,8 Prozent. 
| 1998  | 1999  | 2000  | 2001  | 2002  | 2003  | 2004  | 2005  | 2006  | 2007  | 2008  | 2009  | 2010  | 2011  | 2012  | 2013  | 2014  | 2015  | 2016  | 2017  | 2018  | 2019  | 2020  | 2021  | 2022  | 2023  | 2024  |
| ----- | ----- | ----- | ----- | ----- | ----- | ----- | ----- | ----- | ----- | ----- | ----- | ----- | ----- | ----- | ----- | ----- | ----- | ----- | ----- | ----- | ----- | ----- | ----- | ----- | ----- | ----- |
| 15227 | 15362 | 15413 | 15432 | 15361 | 15216 | 15172 | 14968 | 14839 | 14698 | 14527 | 14434 | 14265 | 14195 | 14242 | 14070 | 14059 | 13906 | 13692 | 13491 | 13235 | 13011 | 12832 | 12636 | 12318 | 11910 | 11533 |